# Senato del Connecticut
Il Senato del Connecticut è la camera alta dell'Assemblea generale del Connecticut. Essa si riunisce, insieme alla Camera dei rappresentanti, nel Campidoglio dello Stato del Connecticut. 
Esso conta 36 membri, ognuno rappresentante di un distretto che comprende circa 99.280 abitanti. I senatori sono eletti ogni due anni per un mandato di pari durata, senza limiti di mandati. Il Senato del Connecticut è una delle 14 camere alte degli Stati Uniti i cui membri restano in carica due anni, mentre nel resto degli stati è più diffusa la durata del mandato di quattro anni.
Come in altre camere alte degli stati e nel Senato federale degli Stati Uniti, al Senato sono riservate funzioni speciali come confermare o rigettare le nomine del governatore alle cariche esecutive, il governo dello stato, le commissioni e le presidenze. Diversamente dalla maggioranza delle legislature degli stati USA, sia la Camera dei rappresentanti che il Senato dello stato votano sulla composizione della Corte suprema del Connecticut.

## Storia
Il Senato ha le sue basi giuridiche nella Corte generale istituita nel 1636 i cui membri erano divisi tra almeno sei magistrati eletti dalla popolazione (il predecessore del Senato) e comitati composti da tre membri, rappresentanti ogni città della Colonia del Connecticut (il predecessore della Camera dei rappresentanti). 
Gli Ordini Fondamentali del Connecticut, adottati nel 1639, ridenominarono i comitati "deputati", e stabilirono che i magistrati fossero eletti per mandati di un anno; il magistrato che riceveva il maggior numero di voti avrebbe svolto le funzioni di governatore per quell'anno. Altri magistrati erano eletti vice-governatore, segretario e tesoriere. Nonostante magistrati e deputati sedessero insieme, votavano separatamente e nel 1645 fu decretato che ogni misura doveva avere l'approvazione di entrambi i gruppi per entrare in vigore. La carta costituzionale del 1662 sostituì i sei magistrati con dodici assistenti, non includendo il governatore e il suo vice, e definì la legislatura come Assemblea generale. Nel 1698 l'Assemblea generale si divise in un corpo bicamerale, diviso tra il Consiglio e la Camera dei rappresentanti; il primo conteneva dodici assistenti, il vice governatore e il governatore, che guidava l'assemblea, mentre la Camera era guidata da un presidente (speaker) eletto tra i suoi membri. Dato che vi faceva parte il governatore e altre cariche importanti, il Consiglio prese la precedenza sulla Camera e quando le due camere erano in disaccordo, prevaleva il parere del Consiglio. 
La Costituzione del 1818 definì Senato l'ex Consiglio, rimosse il governatore e il suo vice dai membri e tolse al Senato tutta la residua autorità esecutiva e giudiziaria, anche se lo scheletro rimase quello del dodici membri eletti dal popolo. Nel 1828 furono istituiti i distretti del Senato e il numero dei senatori fu rivisto tra otto e ventiquattro; il numero variò da 24 a 36 nel 1901, quando l'Assemblea pose il numero dei suoi membri a 36. I mandati dei senatori furono innalzati a due anni nel 1875.
Nel 1814-15 la Convenzione di Hartford si riunì nella camera del Senato del Connecticut in quella che oggi è la Old State House.

## Leadership del Senato
Il vice governatore del Connecticut funge da presidente del Senato, ma vota solamente se vi è parità assoluta. In sua assenza, la presidenza viene assunta dal presidente pro tempore, eletto dal partito di maggioranza a cui segue la conferma da parte dell'intero Senato. Il presidente pro tempore è la prima carica del Senato; i leader di maggioranza e minoranza sono eletti dai rispettivi partiti.